# Pingjao
Pingjao, uradno staro mesto Pingjao,ref>»Pingyao Ancient City«, Scenic Spots, Taiyuan: Shanxi Provincial Tourism Bureau, 2012, arhivirano iz prvotnega spletišča dne 18. julija 2017, pridobljeno 20. novembra 2017.</ref> je obzidano mesto v osrednjem delu province Šanši na Kitajskem, znano po svojem pomenu v kitajski gospodarski zgodovini ter dobro ohranjenem urbanističnem načrtovanju in arhitekturi iz časov dinastij Ming in Čing. Upravno obsega mesto Gutao v okrožju Pingjao v provinci Džindžong. Po podatkih sedmega kitajskega popisa prebivalstva je stalnih prebivalcev okrožja 450.697. V primerjavi s 502.712 prebivalci v šestem nacionalnem popisu prebivalstva leta 2010 se je v desetih letih zmanjšalo za 52.015 prebivalcev, kar je 10,35 % manj, povprečna letna stopnja rasti pa je -1,09 %.
Mesto je bilo ustanovljeno v 14. stoletju našega štetja in je sedež lokalne samouprave vsaj od časa dinastije Čin. Do 16. stoletja je bilo regionalno finančno središče; nekateri menijo, da je bilo konec 19. stoletja finančno središče cesarstva Čing. Starodavno mesto je bilo zgrajeno v času vladavine kralja Šuana iz Džova (827–782 pr. n. št.) in ima več kot 2800 let zgodovine. Je turistična atrakcija z oceno AAAAA, naselje in oddaljena templja Dženguo in Šuanglin pa sta leta 1997 postala del svetovne dediščine.

## Zgodovina
V Pingjaoju je že obstajalo naselje v času vladavine kralja Šuana (vladal ok. 827 – ok. 782 pr. n. št.), ko so Džov okoli tega mesta zgradili zemeljske nasipe.
V obdobju pomladi in jeseni je okrožje pripadalo kraljestvu Džin. V obdobju vojskujočih se držav je bilo del kraljestva Džao. Pod Činom je bilo znano kot Pingtao. Med dinastijo Han je bilo znano kot sedež okrožja Džongdu.
Pingjao je bil od 16. stoletja finančno središče regije in konec 19. stoletja celotnega cesarstva Čing. V tistem času je bilo v mestu več kot 20 finančnih institucij, ki so predstavljale več kot polovico vseh v celotni državi. Rišengčang je bil prvi in največji, ki je pod poznim Čingom nadzoroval skoraj polovico kitajske trgovine s srebrom, preden je leta 1914 po revoluciji Šinhaj bankrotiral.
Organizirane obnove se periodično izvajajo že od 15. stoletja, najnovejša faza pa se je začela leta 1979. Leta 1986 je Kitajska Pingjao razglasila za eno od kitajskih zgodovinskih in kulturnih mest. Leta 2004 se je del južnega obzidja zrušil. Leta 2015 je starodavno mesto Pingjao postalo nacionalna turistična atrakcija razreda 5A.

## Geografija
Pingjao je na vzhodnem bregu reke Fen blizu jugozahodnega roba porečja Taijuan, v osrednjem delu province Šanši na severu Kitajske, v srednjem toku Rumene reke in vzhodne Puhlične planote. Je približno 100 km južno od osrednjega Taijuana in 715 km jugozahodno od Pekinga, glavnega mesta države. Okrožje Pingjao meji na okrožje Či, katerega sedež je tudi zaščiteno zgodovinsko in kulturno mesto.

### Podnebje
Okrožje Pingjao spada v zmerno celinsko podnebje, za katero so značilni milo in suho podnebje, velike temperaturne razlike med zimo in poletjem ter močni peščeni viharji pozimi. Povprečna letna temperatura je 10,2 °C, letna količina padavin pa približno 540 milimetrov, večina padavin pa je skoncentriranih poleti. Podnebje Pingyao je zmerno. Pozimi je hladno, pogosto pihajo severozahodni vetrovi z malo snega in močno meglo. Spomladi se temperatura med dnevom in nočjo zelo razlikuje, z malo dežja in občasnimi vetrovi. Poletje je pogosto vroče, vlažno in deževno. Jesenski dnevi imajo padajoče temperature z malo dežja ter so hladni in jasni z obilico sonca.

## Arhitektura
Pingjao še vedno ohranja svojo urbano zasnovo iz dinastij Ming in Čing, ki se ujema s tipičnim vzorcem ba gua. Več kot 300 lokacij v mestu ali v njegovi bližini ima starodavne ruševine. Mesto ima več kot sto ulic in cest, ob katerih se vrsti skoraj 4000 trgovin in stanovanj iz 17. do 19. stoletja. Ulice in izložbe trgovin še vedno v veliki meri ohranjajo svoj zgodovinski videz. Poleg tega v starodavnem mestnem jedru še vedno živi več kot 20.000 ljudi, zaradi česar je Pingjao eden najboljših primerov starodavnega "živega mesta".
Glede na to, kako hitro in zagnano Kitajska danes posodablja svoja mesta in premika arhitekturne meje, je v zadnjih letih na Kitajskem vse manj pogosto najti tako dobro ohranjeno zgodovinsko mesto. Čeprav je starodavno mesto v propadajočem stanju, lahko stare urbane postavitve in obzidje še vedno popeljejo vsakega obiskovalca nazaj v čas dinastij Ming in Čing, iz katerih mesto izvira. Mestno obzidje Pingjao je bilo zgrajeno leta 1370, v tretjem letu cesarja Hongvuja iz dinastije Ming. Obdaja območje približno 2,25 km². Do mesta se dostopa skozi šest barbakanskih vrat, po ena na severnem in južnem obzidju ter po dve na vzhodnem in zahodnem obzidju. Ta vzorec je podoben vzorcu želve (glava, rep in štiri noge), zaradi česar si je Pingjao prislužil vzdevek Mesto želv. Obzidje meri približno 12 m v višino, obseg pa meri 6163 m. Tik pred obzidjem je 4 m širok in 4 m globok jarek. Poleg štirih strukturiranih stolpov na štirih vogalih je tudi 72 stražnih stolpov in več kot 3000 cin. Število obrambnih del naj bi predstavljalo število Konfucijevih učencev in drugih študentov. Obzidje velja za eno najbolje ohranjenih starodavnih mestnih obzidij – poleg Kitajskega zidu.
Glede na obsežno zgodovino trgovine in naraščajoče bogastvo družin v mestu v začetku 19. stoletja na Kitajskem so si številne družine lahko zgradile velike trdnjave. Ena takšnih struktur je bil družinski kompleks Čjao, ki je stal tik pred Pingjaom. Kompleks je bil zgrajen leta 1756 v času dinastije Čing. Družina Čjao je obogatela s trgovanjem s čajem in tofujem. Do tretje generacije je bil družinski poglavar Čjao Džijong, ki je trgovsko dejavnost razvil v imperij nad provinci Šanši, kjer je Pingjao. Džijong je kompleks večkrat razširil, vključno z velikim dvoriščem, ki je pravzaprav obsežen dvoriščni kompleks. Dvoriščni kompleks, velik več kot 8000 kvadratnih metrov, ki naj bi od zgoraj spominjal na kitajsko figuro Ši (kar pomeni 'užitek'), ima 6 velikih dvorišč z 20 manjšimi dvorišči znotraj njih. Skupno so samo dvorišča obdana s 313 sobami z več povezovalnimi ulicami, kar olajša patruljiranje stražarjem, ki delajo v kompleksu za zaščito družine Čjao. Kar zadeva samo hišo, kompleks odraža tradicionalen, a hkrati masiven primer dvorca dinastije Čing. Gradnja je pretežno iz kamna in lesa z uporabo različnih tradicionalnih metod iz kitajskega 18. in 19. stoletja. Številne vhode na posestvo krasijo veliki kamniti kipi levov varuhov, simbol zaščite v kitajski kulturi in se pogosto uporabljajo v kitajski arhitekturi. Drug pomemben vidik hiše so obsežni zunanji zidovi, ki se raztezajo 10 metrov visoko. Družina Čjao je v dvorcu živela do 1980-ih, nato pa je bil ogromen kompleks preurejen v muzej, ki ga vsako leto obišče na tisoče obiskovalcev.

## Demografija
Leta 2009 je imel Pingjao 48.531 prebivalcev, ki so živeli v 16.634 gospodinjstvih. 12.132 prebivalcev je imelo lokalne hukoue, 36.399 pa jih je bilo iz drugih delov Kitajske.
Konec leta 2023 in začetek leta 2024 je bilo stalnih prebivalcev 442.785, stopnja urbanizacije pa 50,3 %. Mestno prebivalstvo šteje 222.832, podeželsko prebivalstvo pa 219.953, od tega 225.301 moških in 217.484 žensk.

## Gospodarstvo
V zgodnjih letih Pingjaoja je mesto igralo pomembno vlogo v delovanju kitajskega Wall Streeta. Konec 18. in začetek 19. stoletja na Kitajskem, precej po času starodavnih dinastij, potovanje po severnih kitajskih ravnicah ni bilo varna naloga. Trgovce so pogosto oropali, ko so potovali v Pingjao, ki je stal med cesarskim Šijem in današnjim Pekingom, zaradi česar je bila to pomembna trgovska pot. Da bi rešili to težavo, so trgovci iz Pingjaoja uvedli uporabo papirnatih nakazil oziroma obveznic, da bi potujočim trgovcem olajšali prenašanje zlata in srebra, s čimer so potovanja postala veliko varnejša. Ker je bil Pingjao trgovski kanal na Kitajskem, je bogastvo mnogih družin, vključno z družino Čjao (omenjeno v poglavju o arhitekturi), močno naraslo.
Leta 2009 je imelo mesto 19.059 delovnih mest. 3811 kmetov je obdelovalo 9977 mu obdelovalnih površin in pridelalo 33,7 milijona RMB pridelkov, živine in drugih dobrin. Lokalni poudarek je na povečani mehanizaciji in intenzivni obdelavi razpoložljivih zemljišč. Območje je znano po govedoreji, pridelujejo pa tudi žito in bombaž. Preostala delovna sila je razdeljena med industrijo in storitveni sektor, zlasti turizem. Industrija je pridelala 840 milijonov RMB in se je osredotočala na izboljšanje energetske učinkovitosti svojih dejavnosti. Lokalna specialiteta so lakirani izdelki. Storitveni sektor, vključno s turizmom, je prinesel manj dohodka kot industrija – 790 milijonov RMB – vendar je hitro rasel in lokalna vlada mu je namenila posebno pozornost.

### Turizem
Starodavno mesto Pingjao je 90 kilometrov južno od Taijuana v provinci Šanši in je eno od območij svetovne zgodovinske in kulturne dediščine, ki so ga odobrili Združeni narodi. Je najbolje ohranjen prototip starodavnega kitajskega okrožnega mesta iz dinastij Ming in Čing na Kitajskem. Gre za velik starodavni arhitekturni kompleks, sestavljen iz celotnega mestnega obzidja, ulic, trgovin, templjev in stanovanjskih stavb, ki odraža zgodovinski slog dinastij Ming in Čing.
Povečanje turizma je obremenilo Pingjao. Med kitajskimi zlatimi tedni je bilo število obiskovalcev mesta včasih kar 2,5-krat večje od načrtovane največje zmogljivosti. V enem samem tednu okoli prvega maja leta 2007 je mesto od gostujočih turistov zaslužilo približno 94,5 milijona RMB.
Od tega vrhunca leta 2007 je vlada zmanjšala število in trajanje kitajskih 'zlatih tednov' ter domači turizem bolj enakomerno porazdelila skozi vse leto. Sklad za globalno dediščino je sodeloval tudi z ljudsko vlado okrožja Pingjao, da bi mesto zaščitil pred prekomernim razvojem in škodo zaradi velikega števila obiskovalcev. Navedeni cilj njihovega programa za razvoj kulturne dediščine Pingjao je boljše ohranjanje lokalne ljudske arhitekture in tradicionalne umetnosti z izboljšanim načrtovanjem in večjimi prizadevanji za ohranjanje.

## Ohranjanje
Trenutno potekajo prizadevanja za ohranitev in oživitev starodavnega mesta z vidika ohranjanja dolgoletne dediščine mesta, hkrati pa upoštevanja sodobnih potreb, ki jih potrebuje starajoče se mesto, kot je Pingjao. Program ohranjanja in oživitve starodavnega mesta je bil prvotno predlagan in odobren leta 2014 ter je prejel veliko število skupin, ki so zainteresirane za sodelovanje pri doseganju vrste ciljev, med drugim: Univerzo Tongždi, Ljudsko vlado okrožja Pingjao in Urad za naravne vire ter strokovnjake Sklada za globalno dediščino in UNESCO. Eden od ciljev projekta je uvesti sodobne ugodnosti na 2,4 kvadratnih kilometrih veliko območje, ki zajema območje dediščine, vključno z elektriko in kanalizacijo, da bi izboljšali življenjski standard več kot 20.000 posameznikov, ki še vedno živijo in delajo v starodavnem mestu. Glavni cilj je preurediti več neuporabljenih lokacij v ruševinah starodavnega mesta v muzeje in druge funkcije za oživitev dediščine Pingjao.